# West Clarkston-Highland
West Clarkston-Highland è un census-designated place (CDP) degli Stati Uniti d'America, situato nello stato di Washington, nella contea di Asotin.